# Galeodes minimus
Galeodes minimus är en spindeldjursart som beskrevs av Roewer 1934. Galeodes minimus ingår i släktet Galeodes och familjen Galeodidae. Inga underarter finns listade i Catalogue of Life.